# Kanjending
Kanjending ist eine Ortschaft im westafrikanischen Staat Gambia.
Nach einer Berechnung für das Jahr 2013 leben dort etwa 549 Einwohner, das Ergebnis der letzten veröffentlichten Volkszählung von 1993 betrug 349.

## Geographie
Kanjending liegt in der West Coast Region, Distrikt Foni Bondali. Der Ort befindet sich unmittelbar an der South Bank Road zwischen Sanajor und Bondali.